# Joachim Göttert
Joachim Göttert (gestorben im Juni 1988 in Berlin) war ein deutscher Boxveranstalter und -promoter.

## Leben
Insgesamt führte Göttert im Zeitraum 1936 bis 1971 mehr als 300 Boxveranstaltungen durch. Der Spiegel bezeichnete ihn 1954 als „Promoter-Zar“. Mehrmals wurden Göttert und seinem Geschäftspartner Walter Englert undurchsichtige Machenschaften vorgeworfen.
Auf einer von Götterts Veranstaltungen, die im Dezember 1950 in der Sporthalle am Berliner Funkturm von Göttert stattfand, kam es nach Einschätzung des Spiegels zum „größten Skandal in der deutschen Box-Geschichte“, als sich nach einem umstrittenen Urteil im Kampf zwischen Wilson Kohlbrecher und Ralph Jones Zuschauerausschreitungen ereigneten und der Kampftag abgebrochen wurde. Ende September 1963 wurde Conny Rudhof auf einer von Göttert in der Rüsselsheimer Omnibushalle durchgeführten Veranstaltung Europameister im Leichtgewicht. Im September 1966 war er an der Veranstaltung des Kampfes zwischen Karl Mildenberger und Muhammad Ali in Frankfurt am Main beteiligt. Von Göttert stammt der Charly Graf geltende Ausspruch „Der ist eine Million Dollar wert“.
Göttert starb im Juni 1988 im Alter von 72 Jahren.